# Roger Morris (militär)
Roger Morris, född den 28 januari 1717 i England, död den 13 september 1794, var en överste i brittiska armén som stred i fransk-indianska kriget.
Morris blev kapten i infanteriet, kom till Nordamerika med general Edward Braddock och tjänstgjorde som aide-de-camp. Han blev sårad nära Fort Duquesne i västra Pennsylvania. 1758 blev han förflyttad till Fort Frederick i Nova Scotia. Tillsammans med general James Wolfe var han med vid invasionen i det av fransmännen kontrollerade Québec där han deltog i slaget på Abrahams slätter den 13 september 1759. I maj 1760 befordrades Morris till  överstelöjtnant kort efter slaget vid Sainte-Foy och deltog som sådan i general Jeffrey Amhersts erövring av Montréal den 8 september 1760, som i praktiken avslutade det franska styret i Nordamerika.
Morris pensionerades från armén 1764 och bosatte sig i New York med sin amerikanska hustru, Mary Philipse (dotter till Frederick Philipse), som han hade gift sig med 1758. När amerikanska frihetskriget började 1776 återvände Morris, som var lojalist, tillsammans med sin fru till England, där han avled i York. Hans änka dog 1825 vid 96 års ålder. Två av deras söner blev kaptener i Royal Navy.